# 観音寺 (潮来市)
観音寺（かんのんじ）は、茨城県潮来市にある真言宗豊山派の寺院。

## 歴史
807年（大同2年）、徳一大士によって開山された。徳一大士は法相宗の僧侶であり、当初は法相宗の寺院であった。後になって真言宗豊山派に転宗した。
元々は現在地より西に位置していたが、1351年（観応2年）に乗印僧都によって現在地に移転し中興された。
茨城県の文化財に指定されている薬師堂は、方三間寄棟造り、茅葺きの小ぶりな建物で、細部手法は和様建築を主体としつつも、柱上部は粽（ちまき）を付すとともに台輪（だいわ）をめぐらし、板壁を縦張り目、抜き打ちとするなど唐様式（禅宗様）も折衷している。建立年代の詳細は明らかではないが、細部の装飾などの特徴から室町時代末期の建築と考えられている。
また当寺には、小野小町が眼病平癒の祈願をし、成就したという伝説が残されている。

## 文化財
- 鰐口（茨城県指定文化財 昭和33年3月12日指定）[4]
- 観音寺薬師堂[注 2]（茨城県指定文化財 昭和44年3月20日指定）[5][3]
- 観音寺の山門（潮来市指定文化財 昭和42年8月31日指定）[6]
- 木造不動明王坐像（潮来市指定文化財 昭和42年8月31日指定）[6]

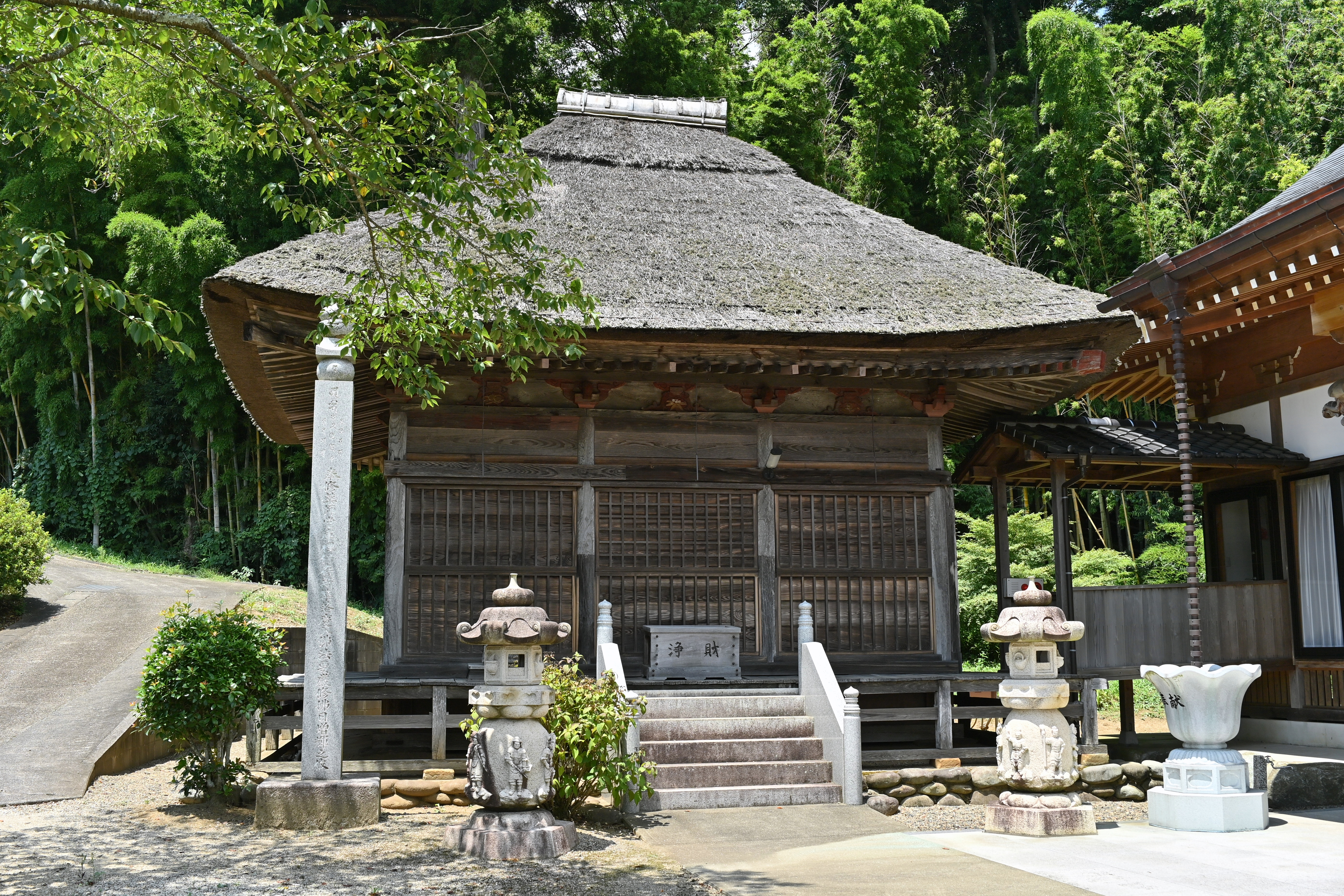
薬師堂 （茨城県指定有形文化財）
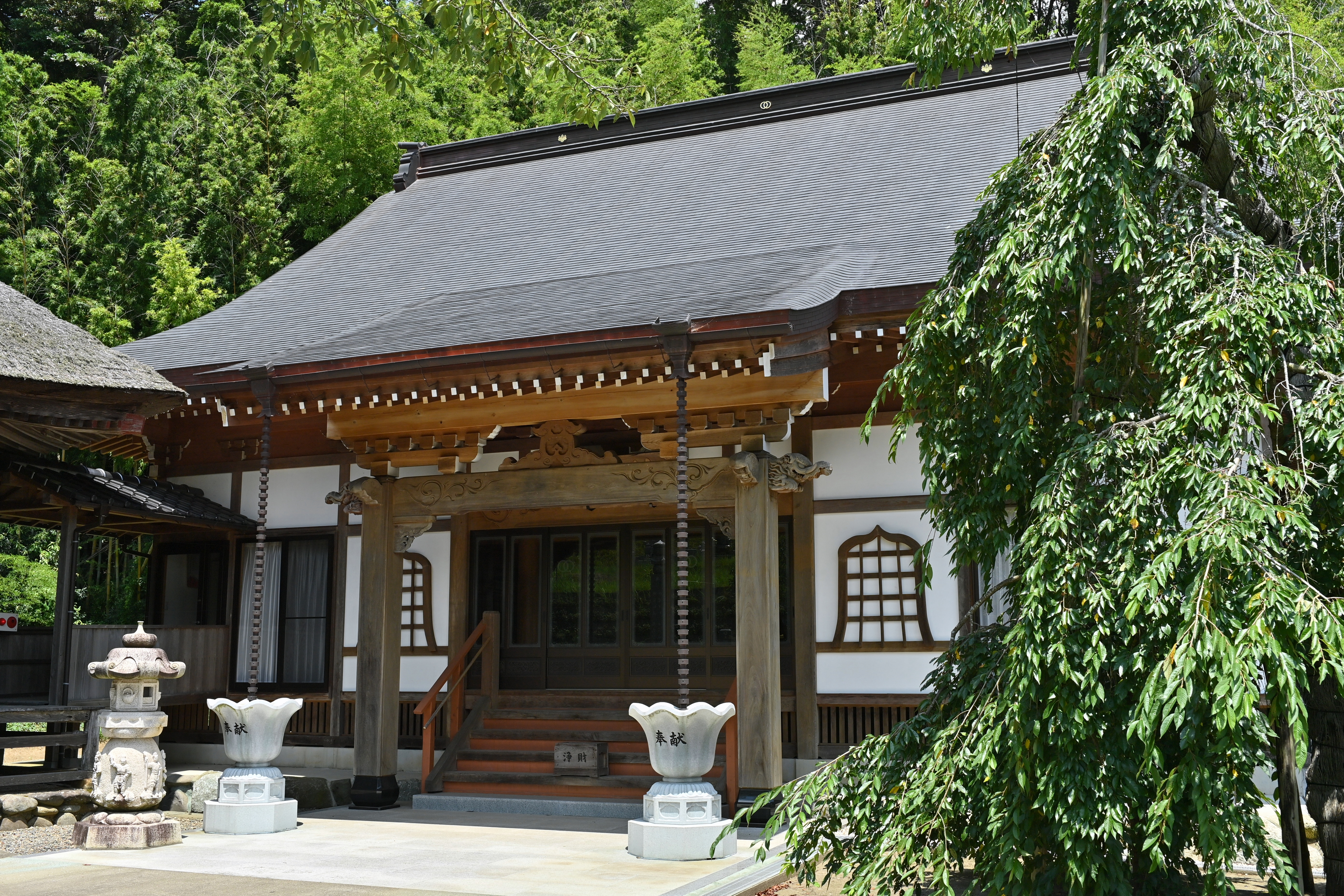
本堂
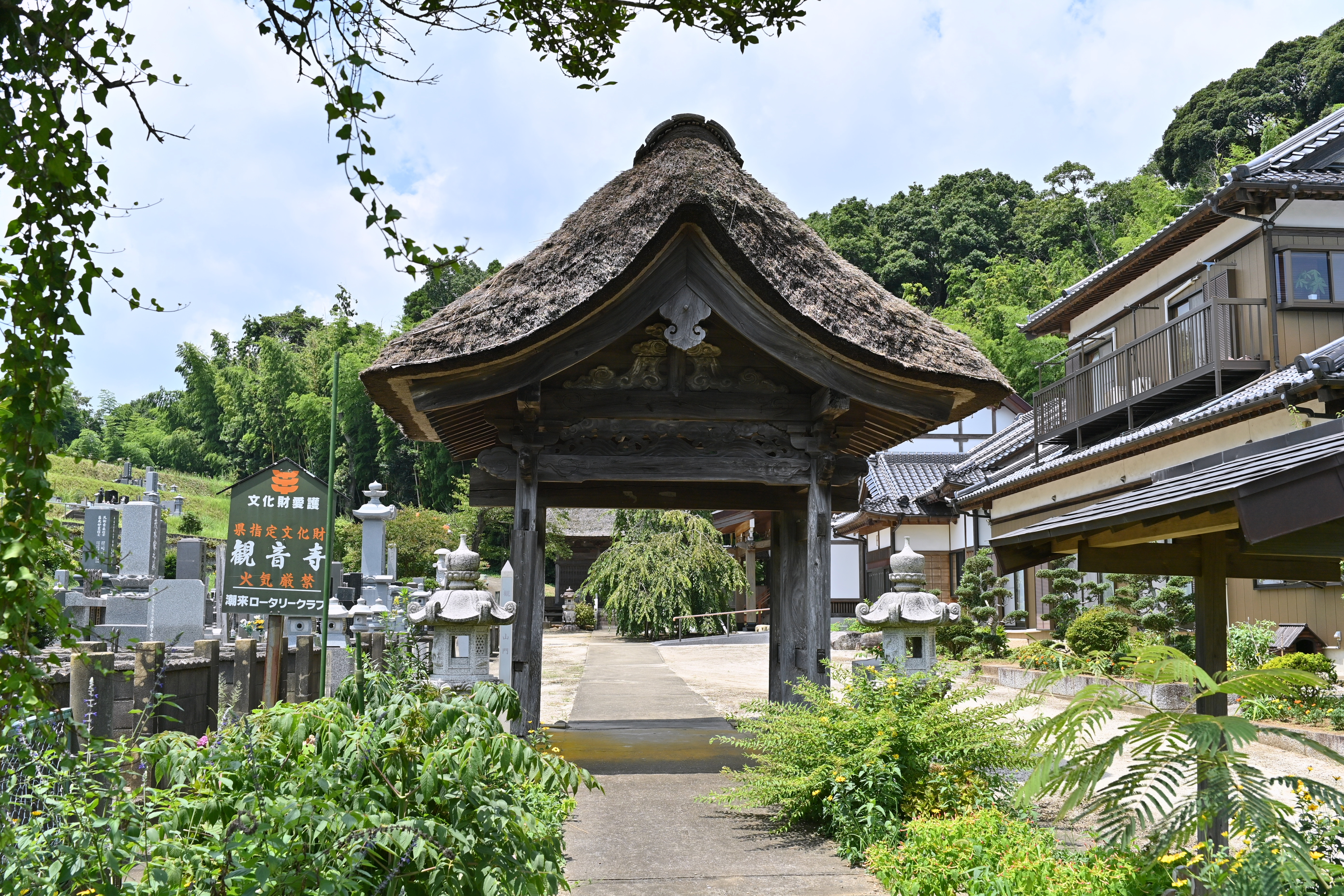
山門 （潮来市指定有形文化財）
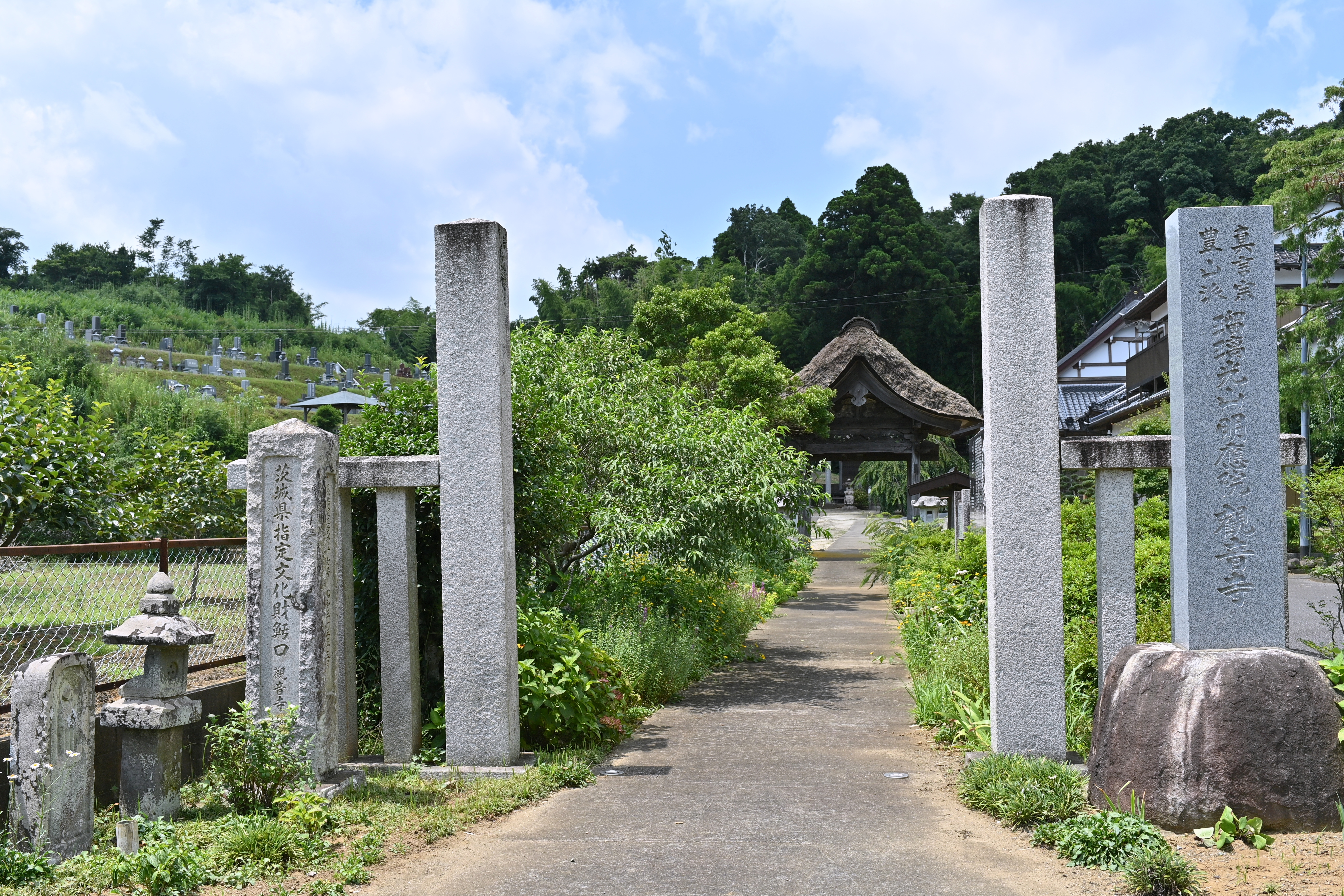
参道入口

## 交通アクセス
- 潮来駅より車7分。